# Pienini tarsza
A pienini tarsza (Isophya pienensis) a fürgeszöcskék családjába tartozó, Közép-Európában honos szöcskefaj. Nevét a szlovákiai Pieninek hegységéről kapta.

## Megjelenése
A pienini tarsza testhossza 19-25 mm, a nőstényhez ehhez még a 9-11 mm-es tojócső járul. Alapszíne zöld. A szemektől vékony világos vonal húzódik a torpajzs végéig. A hím csökevényes szárnya kb. olyan hosszú, mint a torpajzs. A hím cercusának (potrohfüggelékének) töve erős, fokozatosan keskenyedik és csak kissé hajlik befelé. A nőstény tojócsöve felfelé ível, vége fűrészes. 
Éneke változékony és az emberi fül számára nagyon halk (inkább az ultrahangtartományban intenzív), mely hasonlít a Stys-tarsza és illír tarsza énekéhez, de a syllabusok száma egy csoportban egy és három között változik. A syllabus végén nincs a tarszákra jellemző kopogásszerű hang. A frekvenciamaximum 20 és 30 kHz között van.

### Hasonló fajok
Közeli rokonaival (magyar tarsza, kárpáti tarsza, szerény tarsza, illír tarsza, erdei tarsza, Stys-tarsza) lehet összetéveszteni, tőlük elsősorban a cercus alakjában, ciripelésében és ciripelőkészülékében különbözik.

## Elterjedése
Közép-Európában honos, főleg az Északi- és Keleti-Kárpátokban (Szlovákia, Dél-Lengyelország, Kárpátalja, Erdély) 250 és 1500 méteres magasság között, de előfordulnak elszigetelt populációi Csehországban és Ausztriában is. Magyarországon csak a Zempléni-hegység északi csücskéből ismert. 

## Életmódja
Hegyvidéki erdőszélek, tisztások, magas füvű, bokros hegyi rétek, útmenték lakója. Főleg a kórókon és alacsonyabb bokrokon (mogyoró, vadrózsa) tartózkodik. Növényevő. Alkonyatkor és éjjel aktív, napközben a levelek között rejtőzik. Kifejlett példányaival júniustól augusztusig lehet találkozni, bár nyár végére már inkább csak a nőstények maradnak életben. 
Magyarországon védett, természetvédelmi értéke 50 000 Ft.